# Paratetrops warnckei
Paratetrops
Genre
Genre
Paratetrops warnckei, unique représentant du genre Paratetrops, est une espèce de coléoptères cérambycidés de la sous-famille des Lamiinae.

## Répartition
Paratetrops warnckei n'est connue que du Sud du Turquie. 

## Description
L'holotype de Paratetrops warnckei mesure 4,2 mm. Sa coloration générale est noire avec des élytres marron.

## Classification
Le genre Paratetrops a été créé en 2024 par Maxime Alexandrovitch Lazarev,.
Le nom valide complet (avec auteur) de ce taxon est Paratetrops warnckei (Holzschuh (d), 1977). 
Paratetrops warnckei a pour synonyme Tetrops warnckei.

### Étymologie
Le nom générique (masculin), Paratetrops, composé du grec ancien παρά, pará, « À côté de, auprès de  », et du genre Tetrops, fait référence à la proximité de ces deux genres.
L'épithète spécifique, warnckei, a été donnée en l'honneur de l'ornithologue et entomologiste allemand Klaus Warncke (d) (1937-1993) qui a transmis l'holotype à l'auteur.

### Publications originales
- Genre Paratetrops :
  - (en) M.A. Lazarev, « Taxonomic notes on longhorned beetles with the descriptions of several new taxa (Coleoptera, Cerambycidae) », Humanity space. International almanac, Russie, vol. 13, no 1,‎ 2024, p. 21–38 (ISSN 2226-0773, DOI 10.24412/2226-0773-2024-13-1-21-38, lire en ligne, consulté le 22 avril 2024).
- Espèce Paratetrops warnckei, sous le taxon Tetrops warnckei :
  - (de) Carolus Holzschuh, « Neue Bockkäfer aus Anatolien und Iran (Col., Cerambycidae) », Koleopterologische Rundschau, Autriche, vol. 53,‎ 1977, p. 127-136 (ISSN 0075-6547, lire en ligne).